# Frontlines: Fuel of War
Frontlines: Fuel of War (рус. Линии фронтов: Топливо войны) — компьютерная игра в жанре тактический шутер от первого лица, которая была выпущена 25 февраля 2008 года. Она была разработана компаниями Kaos Studios (ранее известной как Trauma Studios, где работали создатели Desert Combat — популярной модификации для Battlefield 1942) и издана компанией THQ.

## Сюжет игры
Действие игры происходит в 2024 году на фоне глобального энергетического кризиса и эпидемии птичьего гриппа. С истощением запасов нефти и природного газа дипломатические отношения между Востоком и Западом ухудшились, и угроза войны привела к формированию двух вооруженных блоков: США и Евросоюз составили Западную коалицию (англ. Western Coalition), тогда как Россия и Китай создали Союз Красной Звезды (англ. Red Star Alliance). В режиме игры для одного игрока, состоящего из восьми глав, главными героями являются солдаты 125-й ударной дивизии Западной коалиции, известной под названием «Бродячие Псы» (англ. Stray Dogs). Один из персонажей является военным корреспондентом, прикрепленным к отряду.
Направленные на охрану контролируемого Западной коалицией нефтеперегонного завода в Туркменистане «Бродячие Псы» попадают в засаду, устроенную армией Красной Звезды. Позже действие перемещается в южный Казахстан, где герои захватывают танковый завод противника. Параллельно в мире происходит вторжение Китая на Тайвань и массовые беспорядки в США. На советском космодроме в Северном Казахстане «Бродячие Псы» становятся свидетелями тактического ядерного удара, нанесённого Союзом.
Хотя война в Европе идёт для Западной коалиции успешно, разведка узнаёт о планах Союза запустить с территории России уже межконтинентальную ядерную ракету мощностью в «тысяча триста Хиросим». «Бродячим Псам» удаётся захватить подземную пусковую шахту и остановить запуск, закрыв створки люка — ракета взрывается вместе со всеми, кто не успел эвакуироваться. Действие последних миссий игры происходит в охваченной боями Москве: после падения города «Бродячие Псы» торжествуют победу, но военный корреспондент напоминает товарищам, что война не закончена: несмотря на поражение России, западным войскам ещё предстоит иметь дело с движением сопротивления, тогда как Китай собирает огромные армии у границы.

### Главы
- Дорога на войну;
- Тьма сгущается;
- Лидеры индустрии;
- Наковальня;
- Кладбище;
- Царь горы;
- Жилой квартал;
- История повторяется.

## Геймплей
Геймплей в Frontlines основывается не на драке за «позиции», а на контроле линии фронта (позиционный режим можно включить в мультиплеере). Та сторона, которая выигрывает, двигает линию вперёд, постепенно вытесняя противника. Игра имеет как одиночный режим, предусматривающий кампанию за «Западную коалицию», так и сетевой режим боя с картами, рассчитанными на 64 игроков. Геймплей имеет следующие отличительные особенности:
- В отличие от Battlefield выкладок не 4, а 6 классов + 4 подкласса (так называемые «роли»), определяющих род дополнительной деятельности (наземные войска, дроны, электромагнитные технологии, воздушная поддержка).
- У каждой стороны абсолютно своё вооружение — различаются оружие, техника, гаджеты и даже поддержка.
- Используются различные дроны (подкласс «дроны»): для наводки, для уничтожения живой силы и для взрыва техники.
- Различные виды воздушной помощи (подкласс «воздушная поддержка»), используется прямая наводка биноклем, делится на три уровня, как правило на первом уровне одиночный снаряд, на втором — кластерный снаряд либо ковровая бомбардировка, а на третьем уровне топливно-воздушная бомба (Красная Звезда) либо Грифон (Западная Коалиция) — специальный самолёт, поливающий цель разрывными 120-мм снарядами из автоматической пушки.
- Вооружение не похоже на текущее, а представляет собой очень дальних потомков современного вооружения.
- Имеется специальная техника и вооружения, появляющиеся только на некоторых картах мультиплеера в определённых местах — автоматический дробовик, переносная зенитная установка, углепластиковый самолёт-бомбардировщик (невозможно навестись ракетомётом), лёгкий истребитель типа СУ-38.
- Наличие гаджетов (можно получить в подклассах «наземные войска» и «электромагнитные технологии»), которые могут быть как активными — разворачивающиеся многоствольный пулемёт, гранатомёт, орудие Гаусса, дрон-охранник, так и пассивными — ЭМИ-маяки и ракетомёты, останавливающие технику (а также выводящие из строя авиацию).
- Обширное применение дополненной реальности — каждый боец имеет очки с персональным компьютером, интегрированным с системой регенерации, военным спутником и вооружением солдата.
- Система регенерации. Следует помнить, что система регенерации повышает пульс и давление для ускоренного восстановления здоровья и чем серьёзнее травма, тем сильнее сердце бьётся, а посему некоторые тяжёлые травмы могут привести к остановке сердца либо другим побочным явлениям.

## Особенности игры
Основной особенностью в игре, является наличие дронов представленных разведывательно-диверсионными мини-вертолётами, боевыми мини-вертолётами, самоходной пулемётной и миномётной установкой и самоходной миной. Дроны управляются с помощью пульта дистанционного управления и имеют ограниченный радиус действия от управляющего. Игра даёт возможность управления более 60 видами военной техники среди которых есть: боевой и транспортный вертолёт, танк, бронетранспортёр, мобильная ПВО, бронированный автомобиль, самолёт-штурмовик/бомбардировщик. Техника создана с учётом развития реальных прототипов. Также игра имеет частично разрушаемое окружение игрового пространства.

## Оценки игры
| Сводный рейтинг       | Сводный рейтинг               |
| Агрегатор             | Оценка                        |
| --------------------- | ----------------------------- |
| GameRankings          | 70,43 % (ПК) 76,92 % (X360)   |
| Metacritic            | 73/100 (PC) 75/100 (Xbox 360) |
| Иноязычные издания    |                               |
| Издание               | Оценка                        |
| GameSpot              | 7,5 (Xbox 360)                |
| Русскоязычные издания |                               |
| Издание               | Оценка                        |
| Absolute Games        | 70 %                          |
| «Игромания»           | 3,5/5                         |